# Westerpolder (Haren)

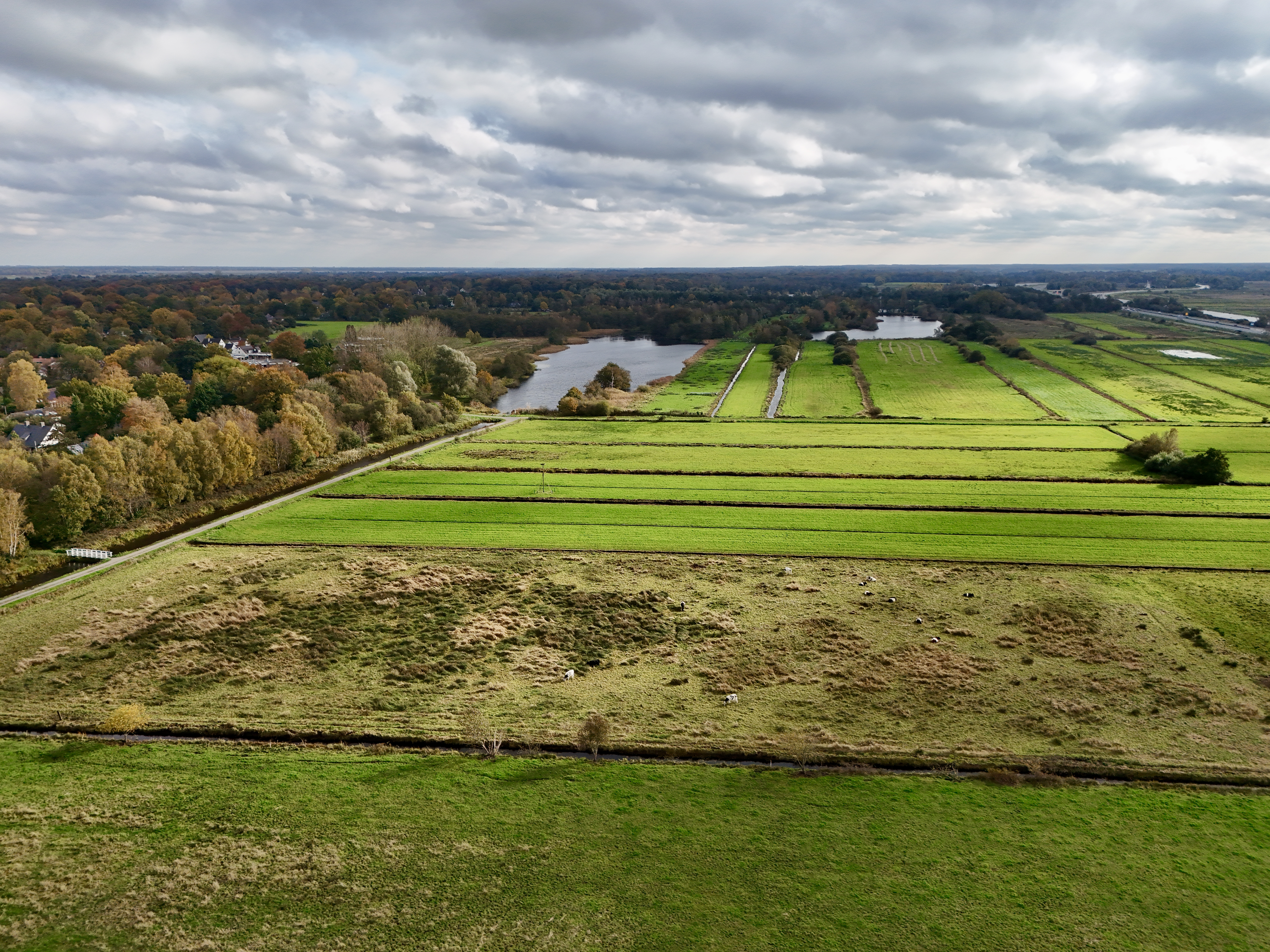
Westerpolder bij Haren, Groningen, met zicht op veenplassen en grasland

De Westerpolder is een natuur- en cultuurhistorisch gebied, en voormalig waterschap bij Haren in de provincie Groningen.
Het gebied is gelegen ten zuidwesten van Haren. De noordgrens van het oorspronkelijke waterschap lag destijds ten noorden van de hedendaagse Gorterlaan, de oostgrens volgde de hedendaagse Multatulilaan, de Westerse Drift en de Lutsborgsweg, de zuidgrens komt overeen met de Weg langs het Hemrik en het Madepad naar het Noord-Willemskanaal en de westgrens ligt langs dit kanaal. 
De Harenermaar en de veenplassen van Sassenhein en de Wolddeelen bevinden zich in het tegenwoordige natuur- en recreatiegebied.

## Geschiedenis

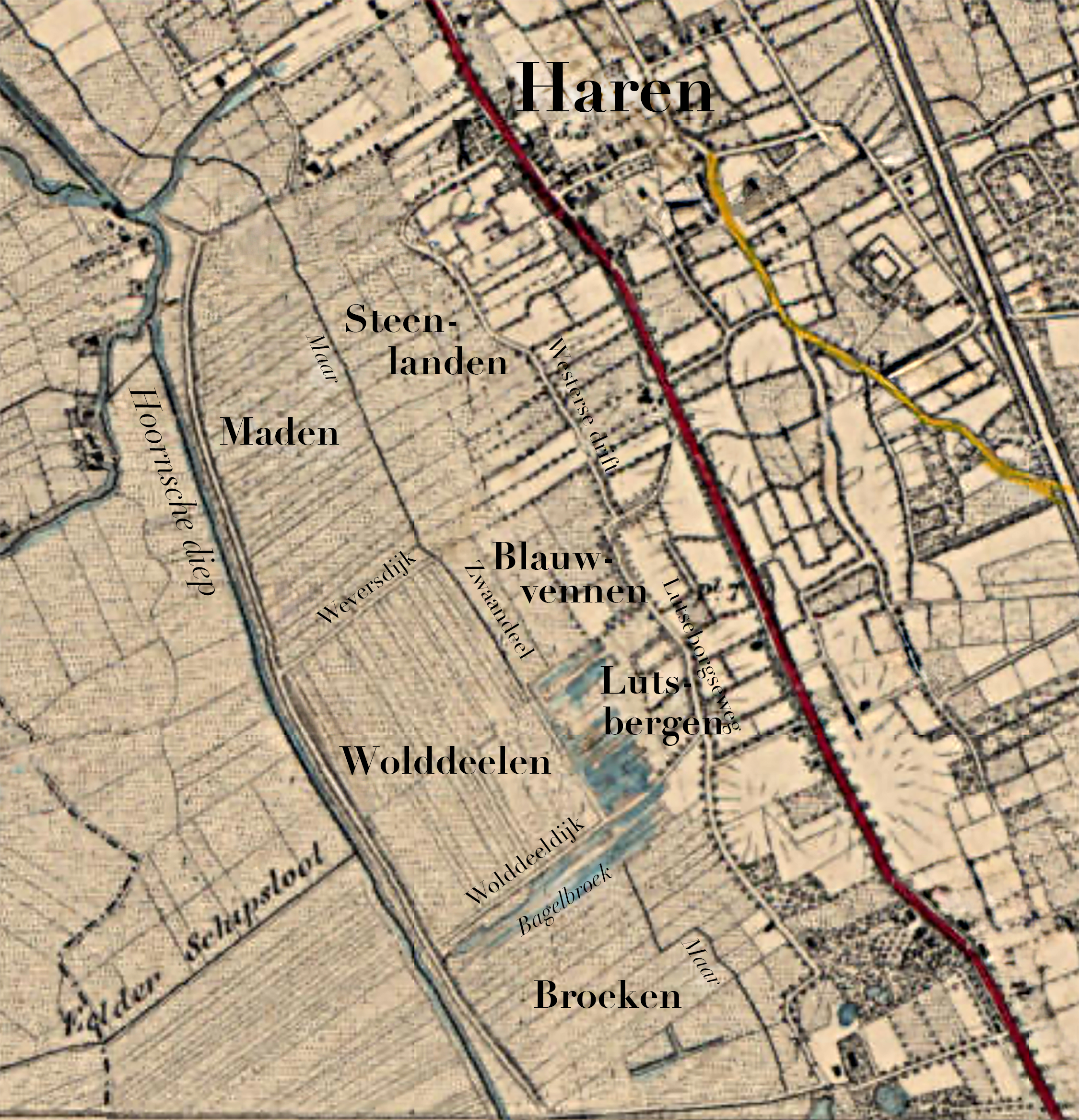
Westerpolder omstreeks 1850 met de historische toponymen

### Ontstaan
Het gebied is een laagveengebied welke ongeveer 6000-3000 jaar geleden is ontstaan tussen de hoger gelegen gebieden van de Hondsrug en het Hoornsediep in het beekdal van de Drentsche Aa. 
Voorafgaand aan de cultivering was het gebied woeste grond. Dit veranderde als eerst met de aanleg van het Maar, waarschijnlijk ten tijde van de Grote Ontginning. Het verkavelingspatroon, met zijn langgerekte percelen loodrecht op oude watergangen, vertoont kenmerken van een cope-landschap. Rond 1400 werd de Drentsche Aa in dit gebied gekanaliseerd tot Hoornsediep.

### Waterschap
De Westerpolder werd in 1859 opgericht als waterschap om de waterhuishouding beter te regelen en het land geschikter te maken voor landbouw, met name hooiwinning en veeteelt. Dit was belangrijk omdat het gebied bestond uit veen- en graslanden, zoals de lager gelegen hooilanden: Maden, Wolddeelen en Broeken. De iets hoger gelegen Steenlanden, Blauwvennen en Loesbergen boden stevige weidegrond voor melkvee. De Harenermaar, het Harense deel van het Maar, liep destijds tussen de lager gelegen veen- en graslanden en de hoger gelegen weidegrond. De polder was van groot belang voor de lokale economie, door de productie van hooi en de beweiding van jong vee, en later de winning van turf. 

Ontwerp Noord-Willemskanaal bij Haren (1960)

In 1860 werd in de loop van het Hoornsediep het Noord-Willemskanaal aangelegd, met een jaagpad door het westelijk deel van de polder, dat belangrijk was voor de scheepvaart. In 1862 werd de Harenervaart gegraven. Deze vaart begon bij de haven aan de Westerse Drift en liep dwars door de Maden en Steenlanden, om uit te monden in het Noord-Willemskanaal. De vaart was essentieel voor de afwatering en het transport van goederen zoals turf en landbouwproducten, wat bijdroeg aan de economische ontwikkeling van het gebied.

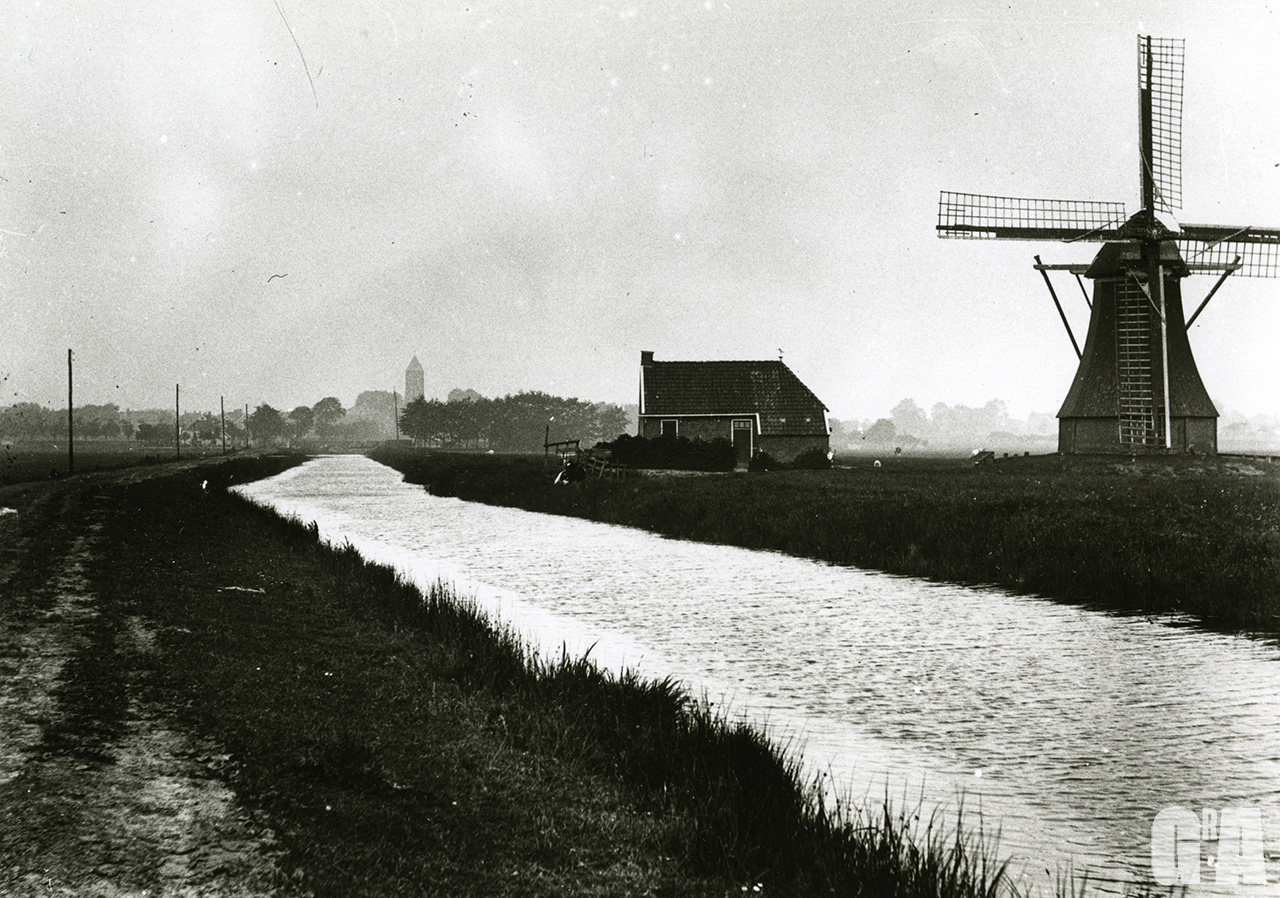
Harenervaart met de molen van de Westerpolder (1862-1915)

 In datzelfde jaar werd in de Westerpolder een poldermolen gebouwd om de polder droog te houden. De gebouwde molen was een achtkante grondzeiler en sloeg uit op de Harenervaart. De molen stond nagenoeg bij de huidige kruising van de huidige Meerweg en de Nesciolaan. In 1915 is de molen afgebroken en vervangen door een elektromotor van 20 pk in een deel van de romp. Dit restant werd in 1971 afgebroken, nadat het twee jaar daarvoor was vervangen door een nieuw gemaal. Het molenaarshuisje is blijven staan.
Tijdens de januarivloed van 1916 en in januari 1918 liep de polder onder water.
In 1989 werd het waterschap opgeheven en geïntegreerd in het waterschap Gorecht, en sinds 2000 valt het onder het waterschap Hunze en Aa's.

### Gebiedsontwikkeling
In 1907 werd langs de Harenervaart de Kunstweg Haren-Paterswolde aangelegd, die later werd hernoemd naar de Meerweg. Deze weg speelde een belangrijke rol in het verbeteren van de verbinding tussen Haren en omliggende dorpen zoals Paterswolde en Eelde.
In 1965 volgden grote infrastructurele veranderingen, waaronder de aanleg van de A28 en de verbreding van het Noord-Willemskanaal, wat leidde tot de demping van de Harenervaart. Ook werd de Zuidplas van Sassenhein gegraven, waarvan het zand werd gebruikt voor de aanleg van de rijksweg. De aanleg van de Emmalaan door de Maden en Steenlanden, als verbindingsweg tussen de afrit van de A28 en Haren markeerde het begin van de verdere bebouwing van het gebied. In de volgende jaren werd het gebied van de oorspronkelijke Westerpolder, ten noorden van de Meerweg bebouwd.
In de jaren 1970 begon de bouw van de woonwijken Maarwold I (tussen Meerweg en Emmalaan) en II (ten zuiden van de Emmalaan) op de Steenlanden, gevolgd door Maarwold III in de jaren 1980 op de Blauwvennen. Ondanks deze bebouwing zijn waardevolle natuurgebieden van de Westerpolder, zoals (een deel van) de Maden, de Wolddeelen en Sassenhein bewaren gebleven.

## Natuur en landschap

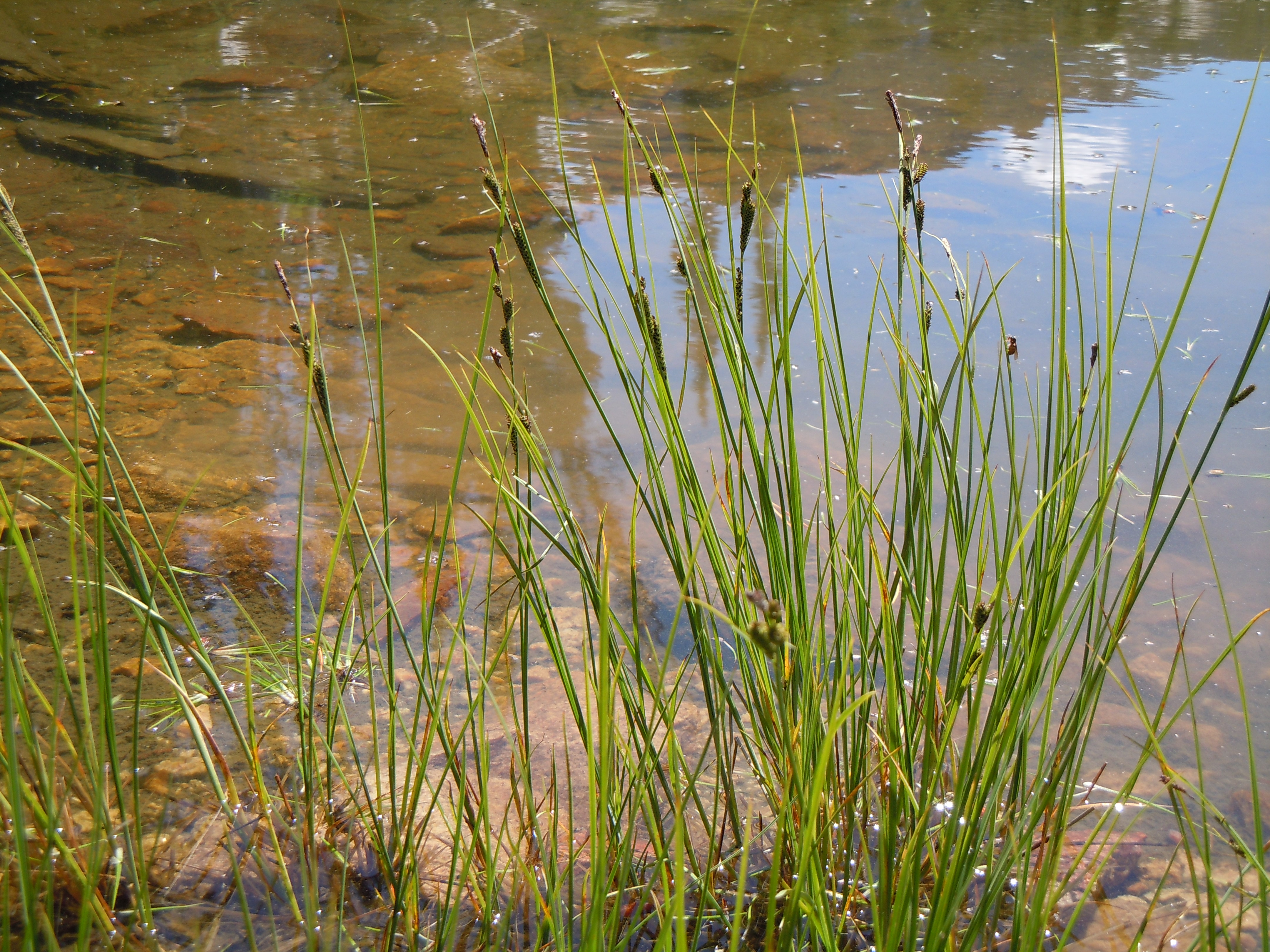
noordse zegge

Het gebied bestaat uit waardevolle natuur met graslanden, voormalige hooilanden en veenplassen, waaronder Sassenhein en de Wolddeelen. Deze gebieden herbergen een rijke biodiversiteit en vormen belangrijke leefgebieden voor vogels en andere dieren.

### Flora
Wat betreft flora komen er diverse bijzondere plantensoorten voor, zoals de behaarde palmlelie (Yucca flaccida), akkerleeuwenbek (Misopates orontium) en verschillende zeggesoorten, zoals de paardenhaarzegge (Carex appropinquata) en de noordse zegge (Carex aquatilis), die bijdragen aan het ecologisch belang van de Westerpolder.

### Fauna

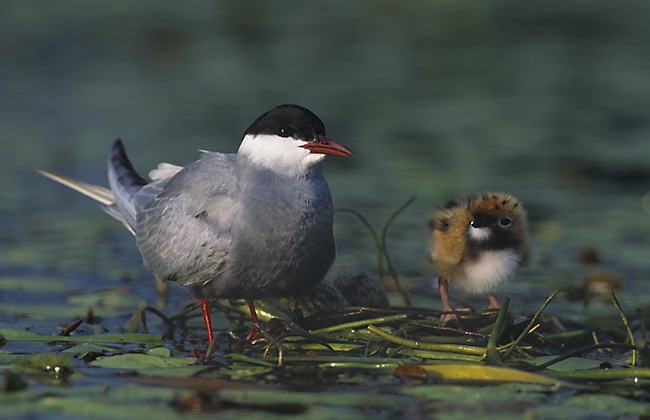
witwangstern

Naast otters, vossen, reeën, vleermuizen en eekhoorns, zijn op het gebied van fauna verschillende zeldzame soorten waargenomen, waaronder de sierlijke witsnuitlibel (Leucorrhinia caudalis), de plasrombout (Gomphus pulchellus), de hermelijn (Mustela erminea) en de kamillevlinder (Cucullia chamomillae). Daarnaast zijn ook de witwangstern (Chlidonias hybrida), de ijsvogel (Alcedo atthis) en de visarend (Pandion haliaetus). regelmatig te zien in het gebied.

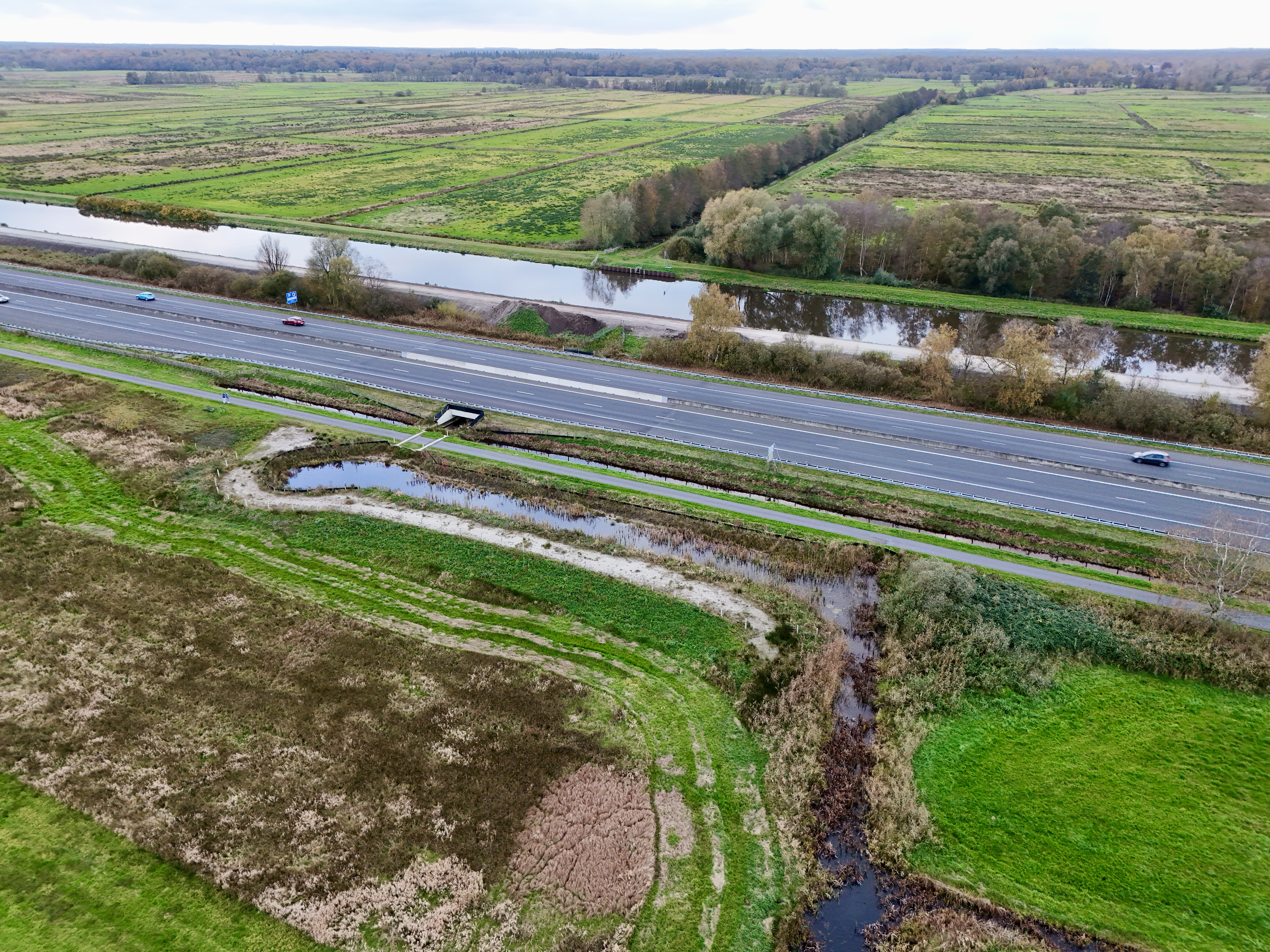
Faunapassage onder de A28

Sinds 2021 verbindt een faunapassage de Westerpolder met het Oosterland en het Friese Veen, ter hoogte van de Eelder Schipsloot. De verbinding is onderdeel van het Natuurnetwerk Nederland. Dit netwerk verbindt natuurgebieden door middel van ecologische corridors, waardoor dieren zoals otters veilig kunnen migreren. De faunaduiker speelt een belangrijke rol in het bevorderen van biodiversiteit door veilige doorgangen te bieden en versnippering van leefgebieden tegen te gaan, wat cruciaal is voor het behoud van gezonde ecosystemen in de regio.

## Landschap en recreatie
De resten van de vroegere dijken, waaronder de Weversdijk en de Woldeeldijk, en waterwerken zijn nog steeds zichtbaar.
De Westerpolder biedt tegenwoordig mogelijkheden voor recreatie en natuurbeleving en heeft zijn cultuurhistorische karakter behouden. Het Pieterpad loopt door het gebied. De wandelknooppunten 37, 81 en 82 liggen in de Westerpolder. In het gebied loopt sinds eind jaren 1990 Ab's pad, een kort wandelpad door het voormalig Zwaandeel, genoemd naar de buurtbewoner die het pad aanlegde.
De visplassen in Sassenhein staan bekend om hun gevarieerde vispopulatie, waaronder karper, snoek, en witvis en hun toegankelijke oevers. De rustige omgeving en natuurlijke wateren maken het een aantrekkelijke plek voor vissers die willen genieten van de natuur.
Aan de rand van de Westerpolder, nabij het natuurgebied Sassenhein, bevindt zich de volkstuindersvereniging De Paasweide. Deze vereniging werd opgericht in 1976 op het weiland aan de Lutsborgsweg waar voordien traditioneel een paasvuur werd gehouden. In 1990 werd de volkstuinenvereniging verplaatst naar een groter perceel, eveneens gelegen aan de Lutsborgsweg. De tuinen dragen bij aan de recreatieve en ecologische waarde van de Westerpolder en bieden inwoners uit de omgeving de mogelijkheid tot kleinschalige tuinbouw en natuurbeleving.